# Marcos Senna
Marcos Antônio Senna da Silva (* 17. červenec 1976 São Paulo) je bývalý španělský fotbalový záložník a reprezentant původem z Brazílie. Profesionální hráčskou kariéru ukončil v klubu New York Cosmos z USA. Je vítězem Mistrovství Evropy ve fotbale 2008 v Rakousku a Švýcarsku.

## Klubová kariéra
Na počátku kariéry vystřídal několik brazilských fotbalových celků, poté v roce 2002 přestoupil z klubu São Caetano do Evropy do španělského klubu Villarreal CF. Ve Villarrealu strávil podstatnou část kariéry a působil zde i jako kapitán týmu. V červnu 2013 se rozhodl odejít do klubu New York Cosmos (USA). V tomto zámořském klubu ukončil v roce 2015 aktivní hráčskou kariéru.

## Reprezentační kariéra
Marcos Senna získal španělské občanství začátkem roku 2006.[zdroj?]
V národním A-mužstvu Španělska debutoval 1. 3. 2006 v přátelském utkání ve Valladolidu proti reprezentaci Pobřeží slonoviny (výhra 3:2).
Se španělským národním týmem se zúčastnil Mistrovství světa ve fotbale 2006 v Německu a Mistrovství Evropy ve fotbale 2008 v Rakousku a Švýcarsku. Na tomto šampionátu byl úspěšný v penaltovém rozstřelu proti Itálii, čímž přispěl k postupu do semifinále na úkor Italů. Nakonec získal se španělským týmem zlatou medaili.

Celkem odehrál za La Furia Roja (španělské národní mužstvo) 28 zápasů a vstřelil 1 gól (v kvalifikaci na MS 2010 proti Arménii).

### Reprezentační zápasy a góly
Zápasy Marcose Senny za A-mužstvo Španělska
| Rok    | Zápasy | Góly |
| ------ | ------ | ---- |
| 2006   | 7      | 0    |
| 2007   | 1      | 0    |
| 2008   | 13     | 1    |
| 2009   | 6      | 0    |
| 2010   | 1      | 0    |
| Celkem | 28     | 1    |

Góly Marcose Senny za A-mužstvo Španělska
| Gól | Datum       | Stadion                                      | Soupeř  | Skóre (min.) | Výsledek | Soutěž                 |
| --- | ----------- | -------------------------------------------- | ------- | ------------ | -------- | ---------------------- |
| 010 | 10. 9. 2008 | Estadio Carlos Belmonte, Albacete, Španělsko | Arménie | 04:00(82.)   | 0:1      | kvalifikace na MS 2010 |